# Les Autels
Les Autels település Franciaországban, Aisne megyében. Lakosainak száma 63 fő (2022. január 1.). Les Autels Brunehamel, Résigny és Blanchefosse-et-Bay községekkel határos.

## Népesség
A település népességének változása:
| Lakosok száma | 146  | 89   | 99   | 74   | 74   | 63   | 57   | 59   | 60   | 63   |
|               | 1968 | 1982 | 1990 | 2006 | 2013 | 2015 | 2017 | 2019 | 2020 | 2022 |